# الايخوس
الايخوس (بالإسبانية: Alaejos)‏ هي بلدية تقع في مقاطعة بلد الوليد، قشتالة وليون، إسبانيا. وفقًا لتعداد 2011 (المعهد الوطني للإحصائيات)، يبلغ عدد سكان البلدية 1467 نسمة.